# Compositio Mathematica
Compositio Mathematica ist eine Mathematik-Zeitschrift mit Peer-Review, die 1935 von Luitzen Egbertus Jan Brouwer gegründet wurde. Sie wird seit 2004 von der London Mathematical Society (neben der Stiftung, die ursprünglich die Zeitschrift veröffentlichte) herausgegeben und erscheint bei Cambridge University Press.
Brouwer gründete die Zeitschrift, nachdem er 1928 aus dem Herausgebergremium der Mathematische Annalen nach einem Streit mit David Hilbert ausgeschlossen wurde. Die erste Ausgabe erschien 1935. Während der deutschen Besatzung der Niederlande unterbrach sie ihr Erscheinen ab 1940.
Themenfelder sind Reine Mathematik: Algebra, Zahlentheorie, Topologie, Algebraische und Differentialgeometrie, (geometrische) Analysis, falls die Themen nicht nur für Spezialisten von Interesse sind.
Herausgeber sind Jochen Heinloth, Eric Marcus Opdam, Lenny Taelman und Burt Totaro (2016).
Die ISSN ist 0010-437X.
Der Impact Factor lag 2011 bei 1187.